# Bartolomeo Benincasa
Bartolomeo Benincasa (Modena, 1746 – Milano, 1816) è stato uno scrittore e librettista italiano.

## Biografia
Nato a Modena da una famiglia della nobiltà manifestò sin dalla giovane età un carattere versatile ma assai insofferente e mutevole. Divenuto precettore dei figli del ministro del Ducato di Modena a Vienna, Montecuccoli, svolse in seguito alcuni incarichi diplomatici per il Ducato. Trasferitosi a Venezia nel 1780, si dedicò alla composizione di libretti d'opera e altri scritti divenendo nel contempo informatore del tribunale degli Inquisitori di Stato. Nel 1784 scrisse il libretto per l'opera Il disertore con musica di Francesco Bianchi. Nell'introduzione l'autore spiegava il suo tentativo di riformare il dramma lirico, sull'esempio francese, conducendolo a una maggior naturalezza.
Assunto dall'ambasciatore di Vienna a Venezia, conte Giacomo Durazzo, ebbe modo di incontrare  Giustiniana Wynne vedova del precedente ambasciatore Filippo Orsini Rosenberg. Il sodalizio tra la nobildonna, dal passato assai turbinoso, e il più giovane (di nove anni) aspirante letterato fu cementato dalla collaborazione in varie opere letterarie. 
In seguito alla morte della Wynne, avvenuta nel 1791, si trasferì a Londra dove giunse nel gennaio del 1793 . Nella capitale inglese trovò un impiego quale precettore del figlio di Lady Craven. Tre anni dopo lasciò l'Inghilterra e si trasferì a Milano dove, sposati subitaneamente gli ideali risorgimentali, divenne redattore di giornali politici come il Monitore Cisalpino, entrando a far parte del gruppo di patrioti filonapoleonici capeggiati da Francesco Melzi d'Eril. Il suo contributo alle testate non fu però politico ma piuttosto letterario e di costume. 
Con l'ascesa al potere di Napoleone si schierò senz'altro dalla parte del nuovo astro e, trasferitosi in Dalmazia, fondò il giornale bilingue Il Regio Dalmata - Kraglski Dalmatin e successivamente divenne direttore dell'organo ufficiale delle Province Illiriche, Le Télégraphe officiel. Rientrato nel 1812 a Milano ottenne, grazie all'amicizia di Vincenzo Monti, incarichi minori e continuò l'attività giornalistica fino alla morte avvenuta nel 1816.

## Opere
- Il disertore. Dramma serio per musica...., Venezia appresso Modesto Fenzo 1784.
- Les Morlacques, in collaborazione con Giustiniana Wynne, Modena, 1788.
- Saggio sulla genealogia, natura ed interessi politici e sociali della Repubblica Italiana, Milano, presso Pirotta e Maspero, 1803.